# 711 (číslo)
Sedm set jedenáct je přirozené číslo. Následuje po čísle sedm set deset a předchází číslu sedm set dvanáct. Římskými číslicemi se zapisuje DCCXI a řeckými číslicemi ψια.

## Matematika
711 je:
- Deficientní číslo
- Složené číslo
- Nešťastné číslo

## Astronomie
- (711) Marmulla je planetka hlavního pásu, kterou objevil v roce 1911 Johann Palisa

## Roky
- 711
- 711 př. n. l.